# Superman: Ultimate Flight
Superman: Ultimate Flight is een reeks van vier achtbanen met hetzelfde thema die je in meerdere Six Flags parken kunt vinden. Het zijn evenwel geen identieke banen. 
Drie van deze banen zijn gebouwd door Bolliger en Mabillard. Deze banen zijn vliegende achtbanen. De baan die in Six Flags Over Georgia in 2002 opende, had als eerste ter wereld een pretzel looping.
De vierde en recentste van deze reeks, in het Six Flags Discovery Kingdom in het Californische Vallejo is gebouwd door Premier Rides. Het is een lanceerachtbaan uit 2012.